# Jinošov
Obec Jinošov (německy Jeneschau) se nachází v okrese Třebíč v Kraji Vysočina. Žije zde 280 obyvatel.
Sousedními obcemi sídla jsou Velká Bíteš, Náměšť nad Oslavou, Hluboké a Pucov.

## Název
Vesnice se původně jmenovala Ninošov. Základem místního jména bylo osobní jméno Ninoš, domácká podoba jmen Ninoslav, Ninohněv (význam první části těchto jmen je neznámý). Význam jména Ninošov byl "Ninošův majetek". Počáteční N- ve jménu vsi je doloženo jen v nejstarším zápise z roku 1349, v mladších dokladech (1412 Inossow, 1418 Gynossow, 1436 Jinošov, 1480 a 1522 a 1580 Ginossow, 1633 Genschowitz (německy), 1718 Geneschau (německy), 1751 Jeneschau (německy), 1872 Jeneschau (německy) a Jenešov, 1924 Jinošov) už je jen počáteční J- (zapisované často písmenem G).

## Geografie
Jinošovem z jihu na sever prochází silnice II/399 z Náměště nad Oslavou do Velké Bíteše, ze západu na jihovýchod silnice II/392 z Pucova do Kralic nad Oslavou, východně ze zastavěného území obce vede silnice do Hlubokého, severně pak vede lesní užitková silnice do Jindřichova a západně vede užitková silnice do Jedova. Přes zastavěné území obce vede ze západu na východ cyklostezka 5181, na severním okraji území obce vede cyklostezka 5184. Přes území obce vede červená turistická stezka a přes území obce vede naučná stezka Jinošovské studánky, ta vede podél silnice II/392, přes zastavěné území obce, podél jinošovské obory a pak přes území Krokočína a lesy severně od území obce. Na její trase, na východním okraji zastavěného území obce, se nachází Jinošovská studánka.   
Velká část obce je zemědělsky využívána, zalesněny jsou jen části na jihozápadním okraji nad údolím Otradického potoka, část u jihovýchodního okraje území, Jinošovská obora, malá izolovaná lesní plocha u východního okraje Jinošova, severně od obce také je zalesněné údolí Jinošovského potoka a severní část území u hranice území obce u hájenky směrem do Košíkovského lesa. Západně od zastavěného území obce se nachází průmyslový areál, stejně tak i na západním a severním okraji zastavěného území obce.
Na severním okraji území obce nedaleko rybníka Ouledník pramení Jinošovský potok, ten následně teče jižně přes zastavěné území obce, tam se do potoka vlévá nepojmenovaný potok, následně tok pokračuje přes Jinošovskou oboru a rekonstruovaný rybník v oboře, následně teče jižně ke Kralicím nad Oslavou, kde se vlévá do Chvojnice. Na jižním okraji území obce pramení Otradický potok, ten tvoří část jižní hranice území obce a následně se u Náměště nad Oslavou vlévá do Oslavy. Těsně za severní hranicí území obce se nachází rybník Bělizna, přes který teče nepojmenovaná zdrojnice Pucovského potoka. Přímo v Jinošovské oboře je udržovaný rybník.
Většina území obce leží v nadmořské výšce více než 500 metrů nad mořem, na území obce je několik izolovaných kopců o výšce kolem 500 m. Jinošovská obora se nachází ve svahu, který dosahuje výšky 450–500 metrů nad mořem. Jihovýchodní část obce v údolí Otradického potoka také dosahuje cca 450 metrů nad mořem. 
Zastavěné území obce se nachází téměř ve středu území obce, na severním okraji při silnici II/399 je hájenka, u Jinošovského potoka je malá chatová osada a jižně od Jinošova je zámek Šénvald s přilehlou oborou. Těsně za severozápadním okrajem území obce se u rybníka Bělizna nachází chatová osada.
U zámku Šénvald se nachází památný strom Dub u zámečku Schönwald, ten se nachází na okraji jinošovské obory, která vznikla v roce 1983. Je poměrně kopcovitá a nachází se v ní několik památkově chráněných altánů či pavilonů. Nad návsí se nachází Čestná lípa Josefa Pěnčíka a Lípa republiky.

## Historie
Předpokládá se, že zakladatelem vsi a jejím prvním pánem byl jinak neznámý Ninoš. K tomu mohlo dojít mezi 11. a 13. stoletím při dovršení osidlování a kolonizace území proti proudu řek Oslavy a Jihlavy tvořeného hornatinou širokého lesního prostoru po obou stranách zemské hranice mezi Čechami a Moravou. První písemná zmínka o obci v Zemských deskách brněnského kraje pochází z roku 1349 (Nynschaw).
Roku 1358 pak část vesnice, která patřila pánům z Mostiště koupil Oldřich ze Želetavy. Část vesnice v tu dobu patřila vladykům z Kralic. V roce 1412 pak spojil jinošovské majetky Hynek z Otradic, jeho bratr Vlach pak v roce 1418 prodal většinu majetku ve vsi Artlebovi z Říčan. Roku 1446 pak zakoupil od Artleba Jinošov Janovi Konšelskému z Pulic. Ten se zadlužil a tak postupně majetky přešly do vlastnictví Hynka ze Lhoty a Pucova a Vaňka z Panova, ti pak roku 1480 prodali vesnici pánům z Okarce a Mírova. Pak vesnici získal Jiří z Náchoda, který pak prodal vesnici Karlu staršímu ze Žerotína.
V roce 1535 byla obec zakoupena rodem Březnických z Náchoda, ten právě přestavěl starou tvrz na renesanční zámek a v 16. století pak také v obci založil pivovar. V roce 1616 Jiří z Náchoda prodal jinošovské majetky Karlu staršímu ze Žerotína a tak se majetky staly součástí náměšťského panství (to až do roku 1945 vlastnil rod Haugviců z Malé Obiše).
V roce 1787 byla ve vsi založena škola, ta pak byla přestavěna v roce 1827 a v roce 1883 byla postavena nová školní budova.
Obec Jinošov v roce 2006 obdržela ocenění v soutěži Vesnice Vysočiny, konkrétně získala ocenění zelený diplom, tj. diplom za rozvíjení lidových tradic.
Do roku 1849 patřil Jinošov do náměšťského panství, od roku 1850 patřil do okresu Moravský Krumlov, pak od roku 1868 do okresu Třebíč, následně mezi lety 1949 a 1960 do okresu Velká Bíteš a od roku 1960 do okresu Třebíč.
| Rok            | 1869 | 1880 | 1890 | 1900 | 1910 | 1921 | 1930 | 1950 | 1961 | 1970 | 1980 | 1991 | 2001 | 2011 | 2021 |
| -------------- | ---- | ---- | ---- | ---- | ---- | ---- | ---- | ---- | ---- | ---- | ---- | ---- | ---- | ---- | ---- |
| Počet obyvatel | 311  | 324  | 368  | 297  | 312  | 305  | 293  | 345  | 371  | 339  | 357  | 324  | 322  | 322  | 228  |
| Počet domů     | 44   | 42   | 42   | 44   | 45   | 46   | 57   | 68   | 61   | 59   | 67   | 84   | 95   | 94   | 95   |

## Politika

### Volby do Poslanecké sněmovny
|       | 2006                | 2010                | 2013                | 2017                | 2021                |
| ----- | ------------------- | ------------------- | ------------------- | ------------------- | ------------------- |
| 1.    | ČSSD (35,77 %)      | ČSSD (20,58 %)      | KDU-ČSL (19,04 %)   | ANO (18,85 %)       | SPOLU (25,17 %)     |
| 2.    | ODS (24,39 %)       | TOP 09 (18,38 %)    | KSČM (18,25 %)      | SPD (13,93 %)       | ANO (20,97 %)       |
| 3.    | KSČM (16,26 %)      | VV (14,7 %)         | ANO 2011 (17,46 %)  | KSČM (13,11 %)      | SPD (13,28 %)       |
| účast | 67,21 % (123 z 183) | 67,82 % (137 z 202) | 67,02 % (126 z 188) | 66,13 % (123 z 186) | 73,71 % (143 z 194) |

### Volby do krajského zastupitelstva
|      | 1.                    | 2.                    | 3.                         | účast              |
| ---- | --------------------- | --------------------- | -------------------------- | ------------------ |
| 2000 | 4KOALICE (38,33 %)    | KSČM (18,33 %)        | SNK (15 %)                 | 36,09 % (61 z 169) |
| 2004 | KDU-ČSL (25,8 %)      | KSČM (19,35 %)        | ČSSD (16,12 %)             | 33,33 % (62 z 186) |
| 2008 | ČSSD (31,57 %)        | KDU-ČSL (21,05 %)     | DOHODA pro Vysočinu (20 %) | 51,04 % (98 z 192) |
| 2012 | KSČM (23,37 %)        | ČSSD (22,07 %)        | KDU-ČSL (20,77 %)          | 46,15 % (90 z 195) |
| 2016 | KDU-ČSL (22,05 %)     | KSČM (19,11 %)        | STAN+SNK ED (16,17 %)      | 36,76 % (68 z 185) |
| 2020 | STAN+SNK ED (15,78 %) | MZH (14,47 %)         | KDU-ČSL (13,15 %)          | 38,58 % (76 z 197) |
| 2024 | ANO (49,15 %)         | STAN+SNK ED (16,94 %) | ČSNS+KSČM+ČSSD (13,55 %)   | 28,3 % (60 z 212)  |

### Prezidentské volby
V prvním kole prezidentských voleb v roce 2013 první místo obsadil Miloš Zeman (37 hlasů), druhé místo obsadil Karel Schwarzenberg (32 hlasů) a třetí místo obsadil Jan Fischer (30 hlasů). Volební účast byla 74,75 %, tj. 148 ze 198 oprávněných voličů. V druhém kole prezidentských voleb v roce 2013 první místo obsadil Miloš Zeman (91 hlasů) a druhé místo obsadil Karel Schwarzenberg (50 hlasů). Volební účast byla 72,96 %, tj. 143 ze 196 oprávněných voličů.
V prvním kole prezidentských voleb v roce 2018 první místo obsadil Miloš Zeman (67 hlasů), druhé místo obsadil Jiří Drahoš (34 hlasů) a třetí místo obsadil Marek Hilšer (15 hlasů). Volební účast byla 75,40 %, tj. 141 ze 187 oprávněných voličů. V druhém kole prezidentských voleb v roce 2018 první místo obsadil Miloš Zeman (88 hlasů) a druhé místo obsadil Jiří Drahoš (59 hlasů). Volební účast byla 81,67 %, tj. 147 ze 180 oprávněných voličů.
V prvním kole prezidentských voleb v roce 2023 první místo obsadil Andrej Babiš (60 hlasů), druhé místo obsadil Petr Pavel (42 hlasů) a třetí místo obsadila Danuše Nerudová (19 hlasů). Volební účast byla 74,63 %, tj. 153 ze 205 oprávněných voličů. V druhém kole prezidentských voleb v roce 2023 první místo obsadil Petr Pavel (79 hlasů) a druhé místo obsadil Andrej Babiš (77 hlasů). Volební účast byla 75,48 %, tj. 157 ze 208 oprávněných voličů.

## Pamětihodnosti
- Kostel svatého Petra a Pavla, postaven v gotickém slohu, v 16. století[10]
- Fara, původně tvrz přestavěná v 16. století na renesanční zámeček, od 19. století využívaná pro svůj dnešní účel.[6] Horní tvrz, která měla hospodářské zázemí taktéž v panském dvoře, byla v 16. století přestavěna na renesanční zámeček, který je od 19. století využíván dodnes jako fara[29]
- Zámek Schönwald, postaven koncem 18. století, přestavěn v roce 1827. Součástí zámeckého areálu je i zámecký park s hudebním pavilonem, Apollonovým chrámem, Sylvanovým chrámem
- Dolní tvrz v Jinošově, v obci byly historickými písemnými prameny doloženy dvě tvrze. Dolní tvrz s menším panským dvorem na zahradě dnešního domu č. 27 byla podle pramenů opuštěná a neobydlená, a protože se její pozůstatky nedochovaly, má se za to, že bylo kamení ze zdiva rozebráno na stavbu okolních domů[29]
- Čestná lípa na počet učitele a spisovatele Josefa Pěnčíka, vysazena k jeho 90. narozeninám v roce 2015[30]
- Památník obětem první světové války z roku 2014[31]
- Pamětní deska Otokara Březiny

## Osobnosti
- Antonín Dvořák, pedagog[32]
- Jan Chytka, lékař
- Jozef Lukáš, entomolog
- Anna Pamrová, pedagožka a překladatelka
- Josef Pěnčík, pedagog[33]

## Galerie

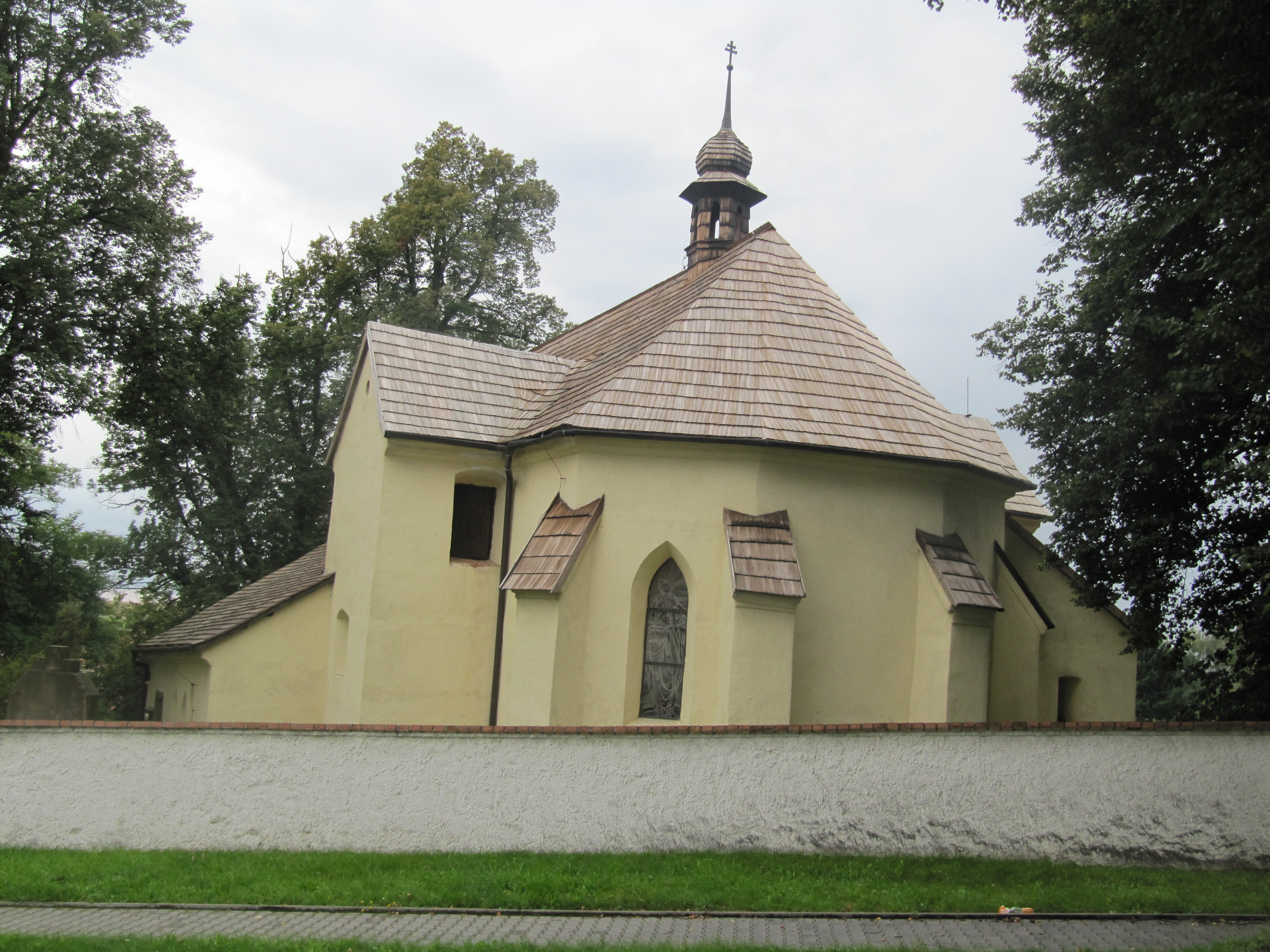
Kostel svatého Petra a Pavla
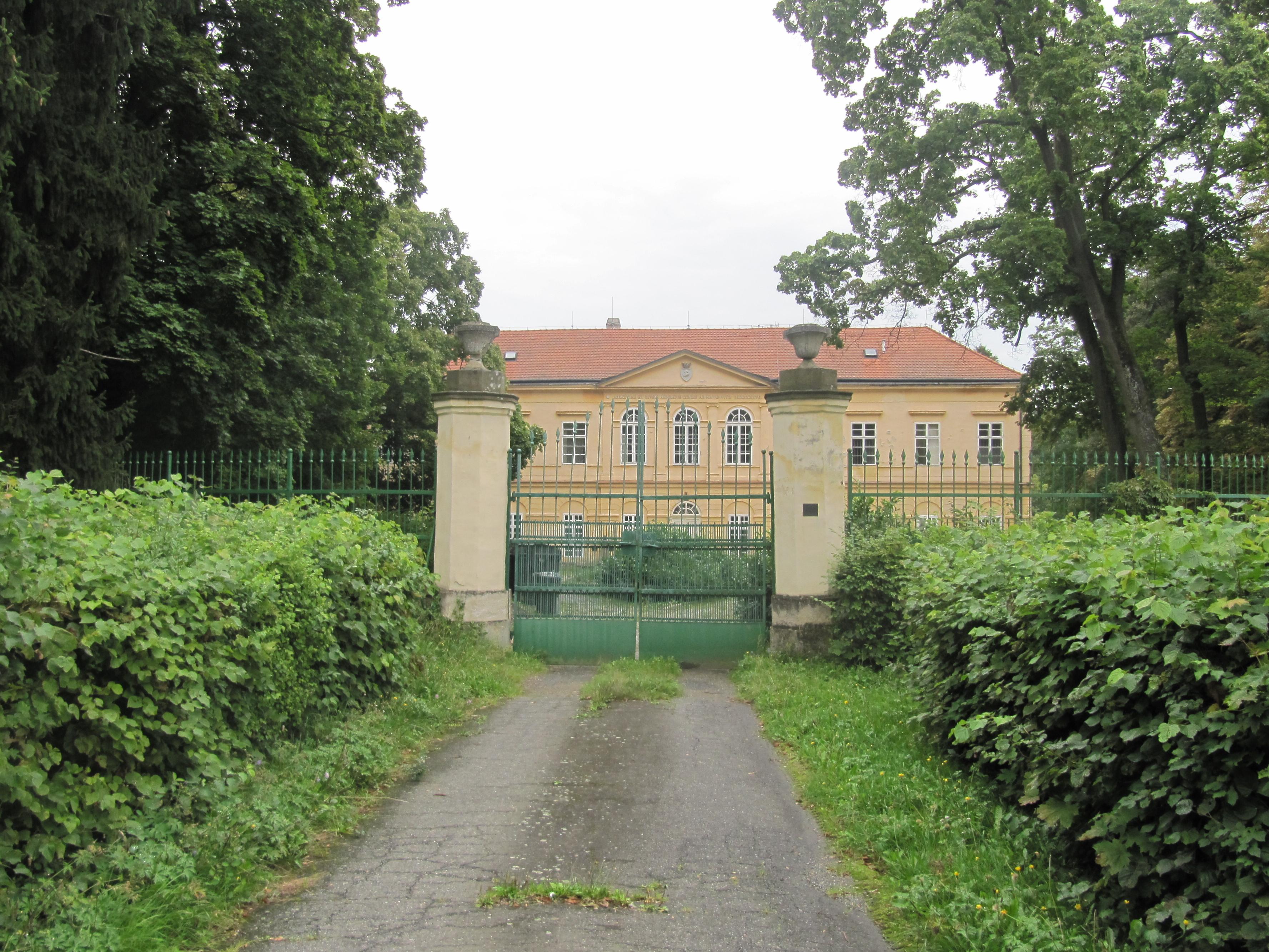
Zámek Schönwald
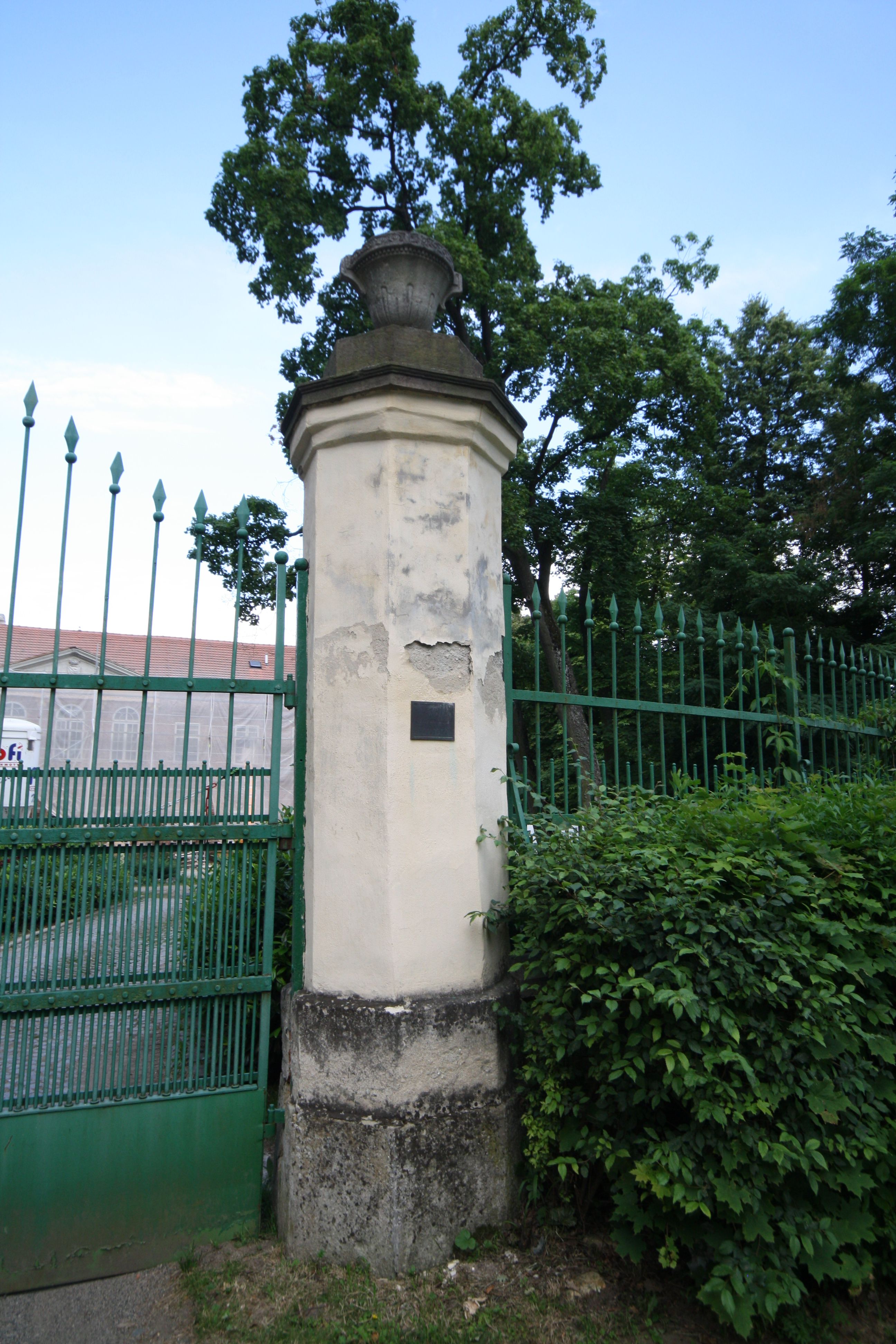
Brána zámku
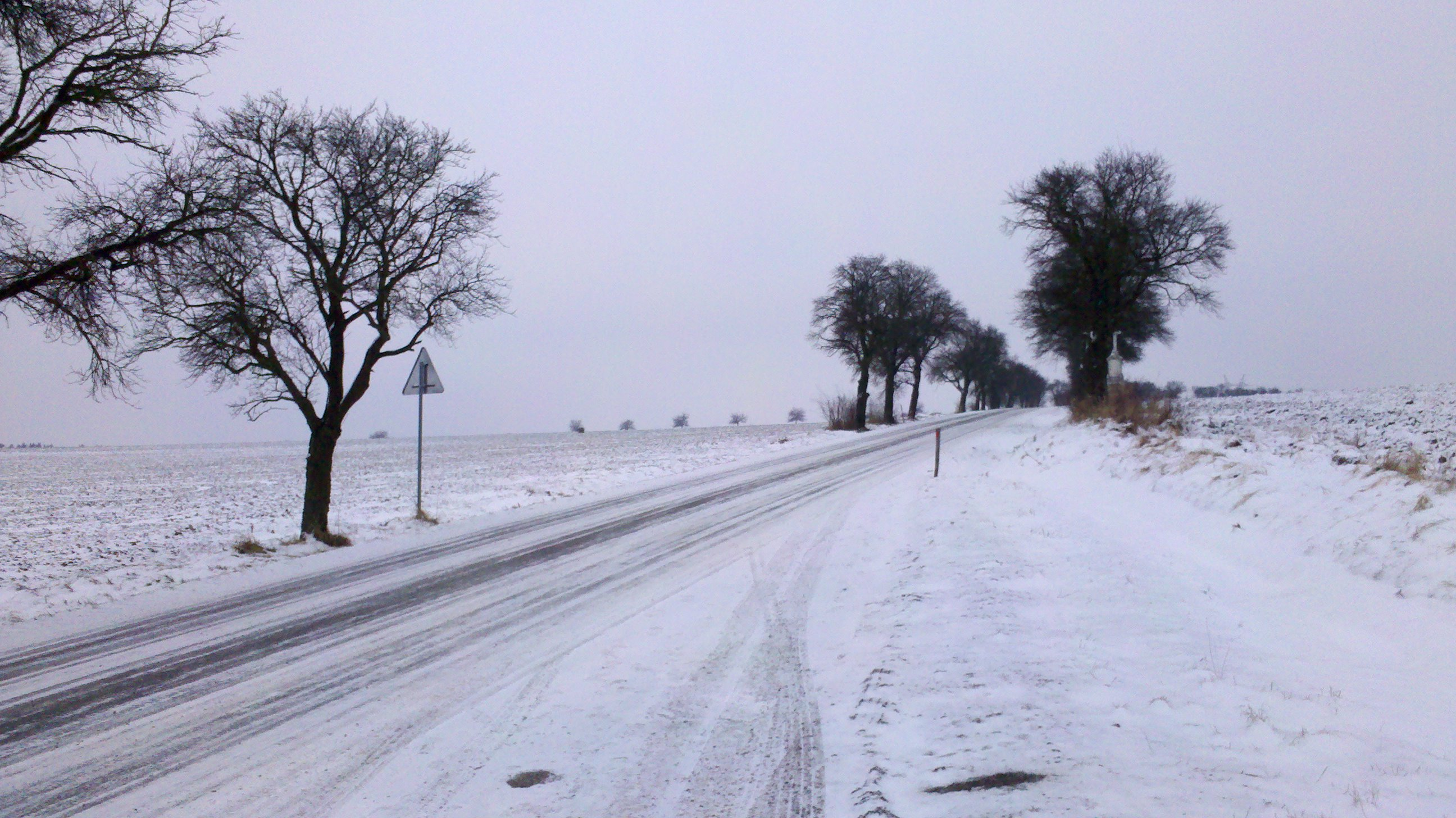
Cesta do Jinošova